# Robert B. Radnitz
Robert Bonoff Radnitz (Nova Iorque, 9 de agosto de 1924 — Malibu, 6 de junho de 2010) foi um produtor cinematográfico norte-americano.